# مروپنم
مروپنم (به انگلیسی: Meropenem)
رده درمانی: آنتی‌بیوتیک‌های بتالاکتام
اشکال دارویی: آمپول ویال 1g.500 mg

## موارد مصرف
مروپنم آنتی‌بیوتیکی وسیع الطیف از دسته بتالاکتام‌ها و گروه کارباپنم‌ها است که پایداری قابل ملاحظه‌ای در مقابل هیدرولیز توسط پنی سیلیناز و سفالوسپوریناز (باستثناء متالوبتالاکتاماز) تولید شده توسط میکروارگانیسم‌های گرم مثبت و گرم منفی دارد.
مروپنم در درمان عفونت‌های ناشی از استرپتوکوک ویریدنس، اشرشیاکلی، کلبسیلاپنومونی، پسودوموناس آئروژینوزا، باکتروئیدس فراژیلیس، هموفیلوس آنفلوانزا و نیسریا مننژیتیدیس شامل عفونت‌های داخل شکم، مننژیت، عفونت‌های مجاری تنفسی، سپتی سمی، عفونت‌های پوست و بافت‌های نرم و عفونت‌های مجاری ادراری.

## راهنمائی‌های عمومی جهت مصرف صحیح دارو
پیش از مصرف این دارو در موارد ذیل با پزشک خود مشورت نمایید.
- دارا بودن هرنوع حساسیت به پنی‌سیلین‌ها، سفالوسپورین‌ها و سایر مشتقات آن، مهارکننده‌های بتالاکتاماز و سایر آلرژن‌ها
- مصرف سایر داروها به ویژه پروبنسید و والپروئیک اسید
- پیش از انجام تست‌های آزمایشگاهی (به ویژه قند ادرار)
- در صورت بروز اسهال بعد از مصرف این دارو
- در صورت داشتن اختلالات کلیوی (دوز دارو باید محاسبه و تنظیم گردد).
- در صورت داشتن سابقه صرع، بیماری‌های مغزی، کلیوی، کبدی، معده‌ای- روده‌ای و آسم

## مصرف در بارداری و شیردهی
این دارو جزو گروه B می‌باشد و سود و زیان ناشی از تجویز آن در دوران بارداری و شیردهی باید توسط پزشک متخصص ارزیابی شود.

## هشدارها
- تزریق این فراورده باید در مراکز درمانی مجهز به امکانات لازم برای درمان‌های اوژرانس انجام گیرد.
- در مواردی هنگام تزریق وریدی این دارو تشنج گزارش شده‌است که معمولاً در بیماران با اختلالات مغزی بیشتر اتفاق می‌افتد لذا تنظیم دوز این دارو در سینن بالا یا بیماران کلیوی توصیه می‌گردد.
- کولیت پسودومامبران که تقریباً در تمامی آنتی‌بیوتیک‌ها مشاهده می‌شود ممکن است با این دارو نیز اتفاق بیفتددر صورت بروز کولیت شدید به پزشک معالج مراجعه نمایید.
- از مخلوط نمودن این دارو با سایر آنتی‌بیوتیک‌ها از جمله آمینوگلیکوزیدها به منظور تزریق وریدی خودداری گردد. در صورت نیاز این داروها باید در دو نقطه جداگانه تزریق شوند.
- در صورت بروز حساسیت (آسم، اگزما، تب و کهیر) فوراً مصرف دارو را قطع و اقدام‌های لازم برای درمان و مقابله با شوک آنافیلاکتیک انجام گیرد.
- ویال‌های مروپنم ۵۰۰ و ۱۰۰۰ به ترتیب حاوی ۹۶/۱و ۹۲/۳ میلی اکی والان سدیم (بصورت کربنات سدیم) می‌باشند. لذا در تجویز این دارو در بیمارانی که محدودیت مصرف نمک دارند با احتیاط صورت گیرد.

## مقدار و نحوه مصرف
مقدار دارو برای هر بیمار را پزشک معین می‌کند ولی با این وجود مقدار مصرف معمول دارو به شرح زیر است.
بزرگسالان:
۵۰۰ تا ۱ گرم مروپنم هر ۸ ساعت از طریق تزریق وریدی
در درمان مننژیت ۲ گرم هر ۸ ساعت و در درمان عفونت‌های مزمن ریوی تا ۲ گرم هر ۸ ساعت می‌تواند مصرف شود.
اطفال:
نوزادان سه ماه و بالاتر تا ۱۲ سال با وزن کمتر از ۵۰ کیلوگرم: در عفونت‌های داخل شکمی و مننژیت ۲۰ تا ۴۰ میلی گرم مروپنم به ازاء هر کیلوگرم وزن بدن هر ۸ ساعت
کودکان با وزن بالای ۵۰ کیلوگرم: مشابه بزرگسالان است برای عفونت‌های داخل شکمی 20 mg/kg یا ۱ گرم مروپنم هر۸ ساعت و مننژیت 40 mg/kg یا۲ گرم هر۸ ساعت می‌تواندمصرف شود.
در بیماران با نارسائی کلیوی که کلیرنس کراتینین کمتر از 50mL/min باشد دوز دارو باید کاهش داده شود.
جهت تزریق آهسته وریدی: محتویات ویال‌های مروکسان ۵۰۰ را در ۱۰ میلی لیتر و مروکسان ۱۰۰۰ را در ۲۰ میلی لیتر آب سترون قابل تزریق حل نموده و مدتی صبر نمائید. تا محلول کاملاً شفاف گردد سپس محلول حاصل را به آرامی در مدت ۳ تا ۵ دقیقه تزریق نمائید.
جهت انفوزیون وریدی: محلول تهیه شده جهت تزریق مستقیم وریدی را تا حجم حداکثر۲۰۰ میلی لیتر برای مروکسان ۵۰۰ و ۴۰۰ میلی لیتر برای مروکسان ۱۰۰۰ از محلول‌های قابل تزریق سدیم کلراید ۹/۰٪، دکستروز ۵٪ یا ۱۰٪، دکستروز ۵٪ حاوی سدیم کلراید ۹/۰٪، رینگرو یا رینگرلاکتات رقیق نمائید. سپس محلول حاصل را در مدت ۱۵ تا ۳۰ دقیقه انفوزیون نمائید.
رنگ محلول‌ها بعد از آماده‌سازی شفاف، بیرنگ تا زرد و فاقد هر گونه ذرات قابل رویت می‌باشد در غیر این صورت از تزریق خودداری نمائید.
توصیه می‌شود از محلول‌های تازه تهیه شده‌استفاده گردد و بعد از یکبار مصرف باقی‌مانده دارو را دور بریزید.
محلول‌های آماده شده از یخ زدگی محافظت نمائید.

## عوارض جانبی
هر دارو به موازات اثرات درمانی ممکن است باعث بروز برخی عوارض ناخواسته نیز بشود. اگر چه کلیه این عوارض در یک فرد مشاهده نمی‌شود ولی در صورت بروز هر یک از عوارض زیر با پزشک معالج خود مشورت نمایید.
عوارض گوارشی: تهوع، استفراغ، یبوست، بی اشتهایی، هپاتیت، نقص کبدی، سوء هاضمه، مسدود شدن مجاری گوارشی، مشاهده خون در مدفوع، بزرگ شدن شکم و درد لگن
عوارض قلبی و عروقی: نارسائی قلبی، تاکی کاردی، ایست قلبی، افزایش فشار خون، سکته قلبی، آمبولی ریوی، کاهش ضربان قلب، کاهش فشار خون و سنکوپ
عوارض خونی: آنمی، آنمی هیپوکرومیک و زیاد شدن حجم خون، ادم محیطی و هیپوکسی
عوارض عصبی: بی خوابی، سرگیجه، گیجی، صرع، اضطراب، افسردگی، ضعف و ناتوانی و هالوسیناسیون
عوارض تنفسی: آپنه، اختلال تنفسی، آسم، افزایش سرفه و ادم ریوی
عوارض پوست: کهیر، خارش، احساس سرما، قرمزی، تعرق و زخم‌های پوستی
عوارض ادراری: نقص کلیوی، احتباس ادراری و بی‌اختیاری ادرار

## شرایط نگهداری
- فراورده خشک را در دمای زیر ۲۵ درجه سانتی گراد و دور از نور و درون جعبه نگهداری نمائید.
- دارو را دور از دسترس اطفال نگهداری نمائید.
- از نگهداری و مصرف داروهای تاریخ گذشته خودداری نمائید.